# Piața Sfântu Gheorghe

Die Erste Temeswarer Sparkassa

Die ehemalige Georgskirche mit der Abfahrtsstelle der Pferdebahn

Piața Sfântu Gheorghe (deutsch: Platz des heiligen Georg beziehungsweise Sankt-Georgs-Platz) ist einer der ältesten Plätze Timișoaras. Er ist nach der ehemals ältesten Kirche der Stadt benannt, der 1323 erbauten und 1914 abgerissenen „Georgskirche“. Im 18. Jahrhundert hieß er ursprünglich Jesuiterplatz, später Seminärplatz und nach dem Österreichisch-Ungarischen Ausgleich von 1867 schließlich ungarisch Szent György tér. In Folge der Teilung des Banats erhielt er 1919 erstmals seine heutige Bezeichnung, trug aber zwischenzeitlich noch die Namen Piața Vasile Roaită beziehungsweise Piața Ion Constantin Brătianu.  
Der Sankt-Georgs-Platz war stets ein ekklesiastisches, kulturelles und ein Finanzzentrum. Hier entstand 1845 die erste Universität mit zwei Fakultäten für Philosophie und Recht und 1855 die „Erste Temeswarer Sparkassa“. Der Sankt-Georgs-Platz war nach dem Domplatz und dem Freiheitsplatz der drittgrößte Platz innerhalb der ehemaligen Festungsmauern.

## Geschichte
Der Sankt-Georgs-Platz ist einer der ältesten Plätze der Stadt. Er erhielt seinen Namen nach der Georgskirche, die vermutlich 1323 gebaut wurde. Während der Türkenherrschaft (1526–1718) wurde sie als Moschee genutzt. Neben der Moschee war ein Friedhof mit 160 Gräbern.
Während der Habsburgermonarchie wurde die Kirche dem Jesuitenorden übergeben (1718–1773). Die erste Messe fand am 8. April 1718 statt. Nach dem Bau des römisch-katholischen Doms (1754) verlor die alte Georgskirche an Bedeutung. Im selben Jahr begannen große Umbauarbeiten, die bis 1769 andauerten. Die neue Fassade war in barockem Stil gehalten und von dem Baumeister Franz Anton Platel durchgeführt worden. Die Kirche gehörte dem Jesuitenorden bis zu dessen Auflösung im Jahr 1773. Im Jahr 1845 wurde in unmittelbarer Nähe der Kirche das katholische Priesterseminar gebaut, das die erste Hochschule der Stadt war. Es beherbergte zwei Fakultäten, eine für Philosophie und eine für Recht. In diesem Zusammenhang wurde der Platz in „Seminärplatz“ umbenannt. 1914 wurden das Priesterseminar und die Georgskirche abgerissen. 
Vom Sankt-Georgs-Platz fuhr ab 1869 die Temeswarer Pferdebahn in Richtung Fabrikstadt und Josefstadt ab. Später besaß auch noch die 1899 eröffnete elektrische Straßenbahn eine Haltestelle auf dem Platz, die aber zwischenzeitlich aufgelassen wurde.
Der Platz wird von zwei Bankgebäuden gesäumt. 1855 wurde hier die „Erste Temeswarer Sparkassa“ gebaut. Nach dem Abriss der Kirche und des Priesterseminars kam 1914 das „Temeswarer Bankpalais“ hinzu. Im Süden des Platzes stand das „Klapka-Haus“, das Geburtshaus von Georg Klapka, Sohn des Bürgermeisters Josef Klapka, der die erste Leihbibliothek in Temeswar gegründet hat.
1996 wurde in der Mitte des Platzes die Bronzestatue des Heiligen Georg aufgestellt. Der Bildhauer Silvia Radu und der Architekt Mihai Botescu widmeten das Denkmal den Kindern der Revolution. Im Sockel des Statue wurden von Ştefan Călărăşanu die Namen der Kinder eingraviert, die während der Revolution von 1989 ihr Leben verloren haben.